# История на Чехия
Историческа Чехия заема област в Централна Европа, лежаща между Силезия, Саксония, Бавария, Австрия и Моравия, в междуречието на Одер и Дунав, североизточно от Алпите.

## Праистория и Древност
През Каменната и Бронзовата епоха районът е населяван от граветски кроманьонци, за което археологическо свидетелство е Вестоницката Венера. След тях там се установяват общностите култура на фуниевидните чаши и Култура на шнуровата керамика и бойни брадви, последвани от унетицката и кновизската култура. Разкрити са находки, датиращи от Желязната епоха, които говорят за поселения от типа на Халщатската култура.

## Античност и Ранно средновековие
Историческите данни за стопанството, политиката и културата на чешките земи са оскъдни за периода преди X век, който неслучайно е наричан Тъмните векове. Авторитетни и обосновани източници датират след християнизацията и след мисията на Кирил и Методий във Великоморавия.
До V–VI век териториите на днешна Чехия са населени последователно от келти (бойи), маркомани, квади и лангобарди. Последните три племена са от групата на германските племена, а германски колнисти продължават да се заселват в чешките земи в следващите столетия, което оставя траен белег върху политическите събития и културата на района. Той е масово заселен с преобладаващо славянски племена, като първи данни за това има от 535 г.
През периода 623 – 658 г. в чешките земи преживява за кратко т.нар. Държава на Са̀мо – своеобразен родово-общинен и търговски съюз, основан от полулегендарен франкски търговец на име Са̀мо.
За истинска държавност по поречието на Морава може да се говори с възникването на Моравското княжество и Великоморавия, просъществували в периода 833 – 907 г. Тогава с Кирило-Методиевата мисия започва и приобщаването на чехите към християнската култура.
Още от края на IX век на територията на бъдещото Чешко княжество възникват две племенни обединения:
- Чешки – в северозападните земи, с център Прага: оглавен от князе от рода Пшемисловичи – първата владетелска династия на Бохемия;
- Зличански – в югоизточните земи, с център Либице: начело с князе от рода Славниковичи;

Периодът на X и XI век е белязан от опитите на князете наложат хегемонията си над родовата аристокрация. Борбата се изостря особено по времето на князете Болеслав I Страшни (935 – 967) и Болеслав II Благочестиви (967 – 999) и като резултат от нея към 999 г. бива изтребен целият род на Славниковичите, а Либице е разрушен. През същия период расте натискът от страна на Източнофранкското кралство и последователно князете Вацлав I и Болеслав Страшни признават зависимостта си съответно от Хайнрих I и Отон I. През 973 г. епископството в Прага е подчинено на германската митрополия в Могунция.
По времето на княз Бржетислав I (1034 – 1055) е законово формулирано чешкото обичайно право и са фиксирани принципите на сеньориалните отношения между чешкия княз и германо-римския император като през 1086 г. император Хайнрих IV дарява пожизнена кралска титла на Вратислав II (1061 – 1092).
Към края на XI в. старата родова аристокрация (лѐхите) са окончателно заменени с нова военно-служебна и постепенно феодализираща се аристокрация, тясно свързана с княжеската власт. Бохемия присъединява Моравия през 1029 година след конфликт с маджарите и поляците. Моравия обаче остава отделно маркграфство управлявано от по-младия син на бохемския крал, и двете територии на няколко пъти биват разделяни заради сложната династична уредба помежду им. В тези периоди Моравия попада под директното управление на свещения римски император или Унгария. Тя остава и настрана по време на вътрешните конфликти и религиозни борби на Бохемия.

## Бохемско кралство и хуситско движение
Великоморавия се разпада около 907 година с нашествието на маджарите в региона. Така чешките племена в Бохемия се отцепват от тези в Моравия, които остават под маджарски контрол. Чехите се сближават с франките и така през 10 век се заражда Бохемското кралство, докато моравските племена претърпяват промени под дългото маджарско управление и с времето развиват словашка иденичност.
През 950 година владетелят на Свещената Римска империя Ото I нахлува в кралството и настоява неговият владетел Болеслав I Страшни да плаща данък на императора. Така Бохемското кралство се превръща в субект на империята, а кралят му става един от седемте курфюрсти в изборната ѝ колегия. Императорите използват католическата църква за да прокарват германско влияние в Бохемия, например с подчиняването на Пражката епископия под архиепископията на Майнц през 973. Бохемската династия на Пршемисловците използва статута на кралството, за да подсили позициите си в борбата срещу местната аристокрация.
Бохемия присъединява Моравия през 1029 година след конфликт с маджарите и поляците. Моравия обаче остава отделно маркграфство управлявано от по-младия син на бохемския крал, и двете територии на няколко пъти биват разделяни заради сложната династична уредба помежду им. В тези периоди Моравия попада под директното управление на свещения римски император или Унгария. Тя остава и настрана по време на вътрешните конфликти и религиозни борби на Бохемия.
През 1212 година крал Отокар I изисква от императора златна була, с която потвърждава монархическия статут на себе си и наследниците си, и по този начин слага край на имперската политика бохемският крал да бъде одобряван предварително. В средата на 13 век кралството навлиза във възход. Това се дължи на отслабналата императорска власт заради усложнената политика в Средиземноморието и борбата за трона. Благодарение на брака си с принцеса Маргарет от изчезващите Бабенберги, крал Отокар II става херцог на Австрия, а по-късно установява контрол и върху Щирия, Каринтия и Карниола. Бохемското управление над тези земи обаче е краткотрайно заради походите на Рудолф I Хабсбург, който ги завзема в края на 13 век. В началото на 14 век Бохемия преживява мащабна немска имиграция, в рамките на която чешката аристокрация започва да сключва бракове с немски благороднически фамилии. Немците донасят и своя правна уредба (jus teutonicum), която става основа на по-късното бохемско-моравско търговско право.
На трона през 14 век се възкачва династията на Люксембургите, чийто най-виден представител е Карл IV. Той управлява между 1347 и 1378 година и дава началото на златна епоха в Бохемското кралство. Сред постиженията му са успешна реформа в провинциалната админстрация, васализиране на Бранденбург, Лузатия и Силезия и ограничаване властта на аристокрацията. Заедно с това той освобождава Пражката епископия от контрола на Майнц и я прави архиепископия с правото да коронясва бохемските крале; през 1355 той самият става свещен римски император и на следващата година издава нова златна була, която регламентира в детайл изборът на императора от курфюрстите. Булата прекратява васалния статут на чешките крале спрямо императора. Друго забележително постижение на Карл са мащабните строежи в Прага, включително основаването на Карловия университет през 1348.
В него бързо започва да се оформя чешката идентичност, а заедно с нея и реформаторски дух. През 1403 година ректор на университета става Ян Хус. Неговото антипапско, антийерархично разбиране за християнството спечелва поддръжници сред чехите в университета, но германците и прогерманският крал Вацлав IV (1378 – 1419) му се противопоставят. Изгарянето на Хус на клада през 1419 довежда до Първата пражка дефенестрация и началото на Хуситските войни, завършили с разбиването на таборитите (радикални хусити) край Липан през 1434. За крал на Бохемия е провъзгласен Сигизмунд Люксембургски, но той умира четири години по-късно без мъжки наследник. Следва поредица от кратко управлявали монарси, която приключва през 1458 с избирането на умерения хусит–каликстинец Иржи Подебрадски от чешките съсловия. Кралят успява да обедини остатъците от таборитите и реформираната чешка католическа църква, но управлението му така и не е признато от папата.

## Хабсбурги
След смъртта на Иржи властта над Бохемия попада в ръцете на полските ягелонски крале Уласло II (1471 – 1506) и Лайош II (1506 – 1526), които същевременно са владетели и на Унгария, Полша и Хърватия. Те не посещават Бохемия и в този период властта е практически в ръцете на чешката аристокрация, но управлението им трае кратко. Лайош е убит от турците в битката при Мохач и така ягелоните губят управлението си над Бохемия и маркграфство Моравия, които попадат под Хабсбургски контрол. За разлика от населените с крепостни селяни и доминирани от унгарците словашки земи, Бохемия има ясно определени съсловия, които са готови да защитават своите свободи. Те влизат в дълготраен конфликт с хабсбургската монархия, която се стреми към централизация.
Тя започва под крал Фердинанд I (1526 – 1564), който се възползва от неспособността на бохемските съсловия да изберат свой монарх и установява наследствена власт на хабсбургите. Управлението му е белязано от дълбоки религиозни сблъсъци между хуситите и бохемските католици (чехи и немци). С началото на Реформацията голяма част от немското градско население възприема лютеранската и калвинистката доктрина, което усложнява този вътрешен конфликт и предизвиква разцепление сред хуситите, част от които се съюзяват с немците-протестанти. През 1546 протестантите в цяла Германия образуват съюз срещу свещения римски император Карл V, брат на Фердинанд. Чехите и протестантите в Бохемия симпатизират на съюза и през 1547 влизат във въоръжен конфликт с краля. Въстанието им обаче е смазано, цялата собственост на хуситите е конфискувана, а водачите на бунта биват затворени. Фердинанд започва усилено да налага католицизма чрез изпращането на йезуитски мисионери и отварянето на йезуитска школа в Прага.
В началото на 17 век противопоставянето между чехите и хабсбургите, както и между католици и реформираната църква, започва да се разгаря отново. През 1618 година двама католически имперски съветници са хвърлени от прозорец на Пражкия замък (Втора пражка дефенестрация), с което е дадено началото на нов бунт срещу хабсбургите, както и на опустошителната Тридесетгодишна война. Бохемските съсловия събират армия, разпореждат изгонването на йезуитите и обявяват бохемския престол за избираем. Съсловията са сразени от имперско-испанската войска в Белогорската битка на 8 ноември 1620. Разгромът в този сблъсък има дълбоки последици за Бохемия. Много чешки благородници са екзекутирани, почти всички останали напускат Бохемия, а имотите им са конфискувани. Голяма част от протестантите също емигрират, Карловият университет е слят с йезуитската школа, всички некатолически свещеници за изгонени, събранията на Бохемия и Моравия са разтурени, и всички чешки земи стават наследствена собственост на хабсбургската фамилия. По този начин Бохемското кралство е практически ликвидирано. С приключването на Тридесетгодишната война през 1648 е юридически потвърден статутът на Бохемия като част от хабсбургска монархия със седалище във Виена, и така автономната чешка аристокрация, реформирана църква и обособена култура биват почти изцяло загубени.
В периода на просветен абсолютизъм при Мария Терезия (1740 – 1780) се провежда германизация на образованието и са отнети последните привилегии на оцелялата аристокрация. Императрицата обаче провежда и редица реформи, които повишават социалната мобилност и икономическите дейности в Бохемия. Образованието започва да обръща повече внимание на науките, отколкото на религията, съкратени са феодалните структури и аристокрацията започва да инвестира печалбите от своите земи в производството на текстил, въглища и стъкло. Хабсбургският абсолютизъм непреднамерено създава условията за зараждане на чешко национално движение.

## Чешко възраждане
Под влиянието на Френската революция и императорските реформи в края на 18 век в Европа започва да се заражда национализма. Възникването на идеята за нация, обединение по езиков и културен признак, полага основите на борба за политическо обособяване сред подчинените народи. В Бохемия, където аристокрацията е германизирана или от германски етнос, възраждането е дело на интелигенция от селски произход.
През 1791 година във Фердинанд-Карловия университет е създаден отдел за чешки език и литература. Тъй като чешкият е оцелял единствено сред селското население, учените Йозеф Добровски и Йозеф Юнгман предприемат първите стъпки да го кодифицират и пригодят за образователна и книжовна употреба. Благодарение на техните усилия се възраждат чешката литература и четенето. С основаването на Националния музей през 1818 година, възраждането придобива институционален характер. През 1827 г. музеят започва да издава свое националистическо списание, а три години по-късно към него е присъединена книжовната организация Матице Чешка. Кръгът от интелектуалци и учени около музея започват да установяват контакти с другите славянски народи и полагат усилия да превърнат Прага в интелектуалната столица на всички славяни.
Сред най-видните възрожденски учени е Франтишек Палацки. Вдъхновен от националистическия дух на хуситската традиция, той написва 5-томна История на чешкия народ с акцент върху борбата на чехите за свобода. На базата на своите трудове той изработва и политическа платформа за културно възраждане и става негов идеологически водач. При управлението на Фердинанд I (1830 – 1848), Палацки се обявява за запазването на Австрийската империя, но с обособяването на автономия за славяните, които са мнозинство в империята. Когато Февруарската революция през 1848 дава началото на „Пролетта на народите“, чешкото възраждане се превръща в политическо движение. Паралелно на него се развива и словашко политическо движение, обосновано повече на протестантската религия. И двата народа обаче срещат отпора съответно на германците и унгарците, които сами по себе си са под влиянието на силен национализъм.
Пролетта на народите отслабва Австрийската империя и Хабсбургите. Император Франц Йосиф (1848 – 1916) прави опит да задържи всички националности под контрол, но през 1859 хабсбургската династия губи Италия, а през 1866 е победена от Прусия и изгонена от Германския съюз. През 1867 той сключва съюз с Унгария, създавайки двойната монархия Австро-Унгария. Системата не решава националния въпрос. Около началото на 20 век сред чехите и словаците започва да кристализира идеята за чехословашка държава, обединяваща исканията им за автономия. С избухването на Първата световна война през 1914, двата народа не проявяват ентусиазъм да се сражават срещу славянските народи на Русия и Сърбия. През 1916 депутатът в австрийския парламент Томаш Масарик, интелектуалецът Едвард Бенеш и словашкият офицер на френска служба Милан Щефаник създават Чехословашкия национален съвет. С помощта на доброволческите Чехословашки легиони и подкрепата на Антантата, съветът обявява независимост за Чехословакия в края на 1918 година.

## Независима Чехословакия
След обявяването на независимост на 28 октомври, Чехословашкият национален съвет свиква народно събрание на 14 ноември. Поради невъзможността да се насрочат избори и определят граници, народното събрание е учредено на базата на австрийските парламентарни избори от 1911 с добавени 54-ма словашки депутати. То избира и Томаш Масарик за президент, Карел Крамар за премиер и Едвард Бенеш за външен министър. На Парижката конференция през януари 1919 са одобрени всички териториални искания на Чехословакия – Бохемия, Моравия, Силезия, Словакия и Рутения, чрез която чехословашкото правителство създава граница с Румъния. Единствено искът за присъединяване на Лузатия е отхвърлен. През септември същата година Чехословакия гарантира и правата на малцинствените судетски немци и унгарци.
Новата държава има население от 13,5 милиона души и наследява почти 80% от промишлената база на Австро-Унгария, включително фабриките за порцелан и стъкло, над 40% от пивоварните, заводите Шкода за оръжия, локомотиви, автомобили и машини, и химическата промишленост. По това време Чехословакия е сред десетте най-индустриализирани страни в света. По-голямата част от фабриките обаче се намират в Судетската област под контрола на немски предприемачи и финансирани от немски банки, докато чехите притежават само 1/3 от промишлеността. Словакия е значително по-изостанала и 60% от населението в нея е заето в селското стопанство. Въпреки демократичната конституция, централизираната структура на страната се оказва неподходяща за управление на немските малцинства и словаците, които искат автономия в рамките на Чехословакия.
През 20-те и 30-те години в Словакия тихо набират скорост полувоенни групировки на Словашката народна партия (СНП), която симпатизира на фашистка Италия и нацистка Германия. Едвард Бенеш обаче поддържа прозападна ориентация и се опасява силно от германска агресия. Той спомага за създаването на т.нар. Малка Антанта с Югославия и Румъния през 1921, чиято цел е да възпира опитите за унгарска експанзия или хабсбургска реставрация. Бенеш се опитва да влезе в система от съюзи с Великобритания и Франция, но британците проявяват незаинтересованост. С идването на Адолф Хитлер на власт в Германия през 1933, в Европа се надига страх от немска експанзия. Бенеш успява да договори отбранителен съюз с Франция и СССР, но условието за съветска намеса е Франция първа да изпрати войски в помощ на Чехословакия.
През 1938 Хитлер анексира Австрия чрез аншлус и на 15 септември настоява Судетите да бъдат предадени на Германия. Бенеш отказва, но Великобритания и Франция не желаят война и поставят ултиматум на чехословашкото правителство, което е принудено да отстъпи. При подписването на Мюнхенското споразумение между Германия, Италия, Великобритания и Франция чехословашки представители не поканени. Споразумението дава и част от Словакия на Унгария, както и част от Закарпатска Украйна (Рутения) на Полша. Останалата без отбрана и промишленост Чехословакия капитулира пред немската инвазия на 15 март 1939 без да окаже съпротива, а Унгария окупира остатъците от Закарпатска Украйна след кратки сражения. Германия организира териториите в протекторат Бохемия и Моравия, а Словакия се отделя като колаборационистка страна под фашисткото управление на СНП. Окупаторите впрягат населението на протектората в труд в полза на германската военна машина. Между 36 000 и 55 000 души загиват от репресии или в концентрационни лагери, а 118-хилядното еврейско население е практически унищожено.
През април 1945 Червената армия освобождава Чехословакия и така страната е възстановена под съвместното управление на комунистическата партия (ЧКП) и завърналото се от изгнание правителство на Бенеш. Разочарованите от Запада чехословаци възприемат положително ЧКП и сближаването с СССР. Комунистите печелят изборите през май 1946 с 38% от гласовете, а членството в партията е нараснало от 27 000 на 1,1 милиона души само за една година. ЧКП поема ключови министерства, но Бенеш и Ян Масарик остават съответно президент и външен министър. През 1947 комунистите одобряват среща на правителството със западни представители за обсъждане на плана Маршал. Йосиф Сталин обаче се противопоставя на плана и привиква генералния секретар на ЧКП Клемент Готвалд в Москва. Впоследствие преговорите са отменени и започва постепенна радикализация на партийната политика. В крайна сметка всички некомунистически кадри са изхвърлени от министерствата, налага се икономически модел от съветски тип и ЧКП установява пълен контрол върху политиката на страната.
Тайната реч на новия съветски ръководител Никита Хрушчов довежда до демонстрации на чехословашки писатели и студенти с искания за свобода от политически репресии и свобода на словото. Вълненията са потушени и ЧКП налага неосталинистка линия, на практика игнорирайки политиката на Хрушчов за десталинизация. В началото на 1960-те икономиката започва да буксува, а Москва притиска ЧКП да следва новия политически курс. Със смяната на поколенията в партията се появяват умерени комунисти и реформатори, които подлагат на критика част от досегашните политики и изготвят програма за преориентиране на икономиката към интензивно развитие, децентрализация и отваряне към Запада. Движението е оглавявано от Александър Дубчек и е известно като Пражка пролет, като целта му е да изгради „социализъм с човешко лице“. Съветският съюз под ръководството на Леонид Брежнев обаче не допуска отслабването на съветското влияние и заедно със страните от Варшавския договор окупира Чехословакия през август 1968, слагайки край на движението. Последвалите политически репресии и връщане към стриктния планов икономически модел налагат обществен конформизъм и упадък на стандарта на живот през 1970-те и 1980-те години. Комунистическото управление приключва с т.нар. Нежна революция в края на 1989 година.

## Чешка република
Нежната революция предизвиква ЧКП да отстъпи властта. В Чехословакия на власт идва демократично избрано правителство, в което президент е Вацлав Хавел, а федерален говорител е Александър Дубчек. Скоро след промените обаче в Словакия започва да се надига национализъм. На федерално ниво се появяват политически фигури като Вацлав Клаус и Владимир Мечар с различни виждания за бъдещото развитие на страната. Близо 2,5 милиона чехословаци се подписват в петиция за референдум дали страната да остане единна, но политическата класа пренебрегва това искане. Така на януари 1993 Чехословакия престава да съществува и от нея се образуват Словакия и Чехия.
През 1999 г. Чехия, заедно с Унгария и Полша, е приета в състава на НАТО. Така за първи път военната организация приема страни, които преди това са били нейни врагове. Това разширяване предизвиква недоволството на Русия, но руският президент Борис Елцин в крайна сметка отстъпва и се създава група за сътрудничество между алианса и Москва. На 1 май 2004 година Чехия е част от 10-те страни, присъединили се към Европейския съюз.